# Black Clouds & Silver Linings
Black Clouds & Silver Linings (рус. Чёрные тучи и лучи надежды) — десятый студийный альбом прогрессив-метал-группы Dream Theater, вышел 23 июня 2009 года на лейбле Roadrunner Records. Последний альбом группы с Майком Портным перед его возвращением в группу в 2023 году.
Тексты песен написаны Джоном Петруччи и Майком Портным.
Майк Портной описал Black Clouds & Silver Linings как «A Change of Seasons, „Octavarium“, „Learning to Live“, „Pull Me Under“ и „The Glass Prison“ в одном альбоме»
Альбом издан в нескольких вариантах: одиночный CD, специальное 3-х дисковое издание (включающее инструментальные аранжировки альбома, а также кавер-версии песен других групп), 2-х дисковое виниловое издание, а также коллекционное издание.

## Список композиций
| №  | Название                  | Текст песни   | Музыка        | Длительность |
| -- | ------------------------- | ------------- | ------------- | ------------ |
| 1. | «A Nightmare to Remember» | Джон Петруччи | Dream Theater | 16:10        |
| 2. | «A Rite of Passage»       | Джон Петруччи | Dream Theater | 8:35         |
| 3. | «Wither»                  | Джон Петруччи | Dream Theater | 5:25         |
| 4. | «The Shattered Fortress»  | Майк Портной  | Dream Theater | 12:49        |
| 5. | «The Best of Times»       | Майк Портной  | Dream Theater | 13:09        |
| 6. | «The Count of Tuscany»    | Джон Петруччи | Dream Theater | 19:16        |

### Специальное издание
В дополнение к шести композициям альбома, Dream Theater записали шесть кавер-версий.
| №  | Название                                                     | Текст песни      | Музыка      | Длительность |
| -- | ------------------------------------------------------------ | ---------------- | ----------- | ------------ |
| 1. | «Stargazer»                                                  | Дио, Блэкмор     | Rainbow     | 8:11         |
| 2. | «Tenement Funster / Flick of the Wrist / Lily of the Valley» | Тейлор, Меркьюри | Queen       | 8:18         |
| 3. | «Odyssey»                                                    |                  | Dixie Dregs | 8:00         |
| 4. | «Take Your Fingers From My Hair»                             | Джексон          | Zebra       | 8:18         |
| 5. | «Larks' Tongues in Aspic, Part Two»                          |                  | Фрипп       | 6:32         |
| 6. | «To Tame a Land»                                             | Харрис           | Iron Maiden | 7:15         |

Также специальное издание включает инструментальные версии всех композиций альбома. Некоторые из них отличаются от оригинальных версий.
| №  | Название                  | Длительность |
| -- | ------------------------- | ------------ |
| 1. | «A Nightmare to Remember» | 15:39        |
| 2. | «A Rite of Passage»       | 8:36         |
| 3. | «Wither»                  | 5:28         |
| 4. | «The Shattered Fortress»  | 12:47        |
| 5. | «The Best of Times»       | 13:20        |
| 6. | «The Count of Tuscany»    | 18:47        |

### Коллекционное издание
Коллекционное издание включает в себя: Специальное 3-х дисковое издание, 2-х дисковое виниловое издание, DVD (содержащий отдельный трек для каждого инструмента), литографию и коврик для мыши. 100 коробок этого издания содержат «серебряный билет», который даёт возможность личной встречи с участниками группы.

## Участники записи
- Джеймс ЛаБри — вокал
- Джон Маянг — бас-гитара
- Джон Петруччи — гитара
- Майк Портной — ударные
- Джордан Рудесс — клавишные

### Приглашённые музыканты
- Джэри Гудмэн — скрипка для композиций «The Best of Times», «Odyssey» и «Larks' Tongues in Aspic, Part Two».